# 歷史月刊
《歷史月刊》是台灣人文歷史學的普及刊物，是聯合報系旗下刊物之一，1988年2月創刊，曾在行政院新聞局金鼎獎多次獲獎。2009年12月發行最後一期（第263期）後停刊。

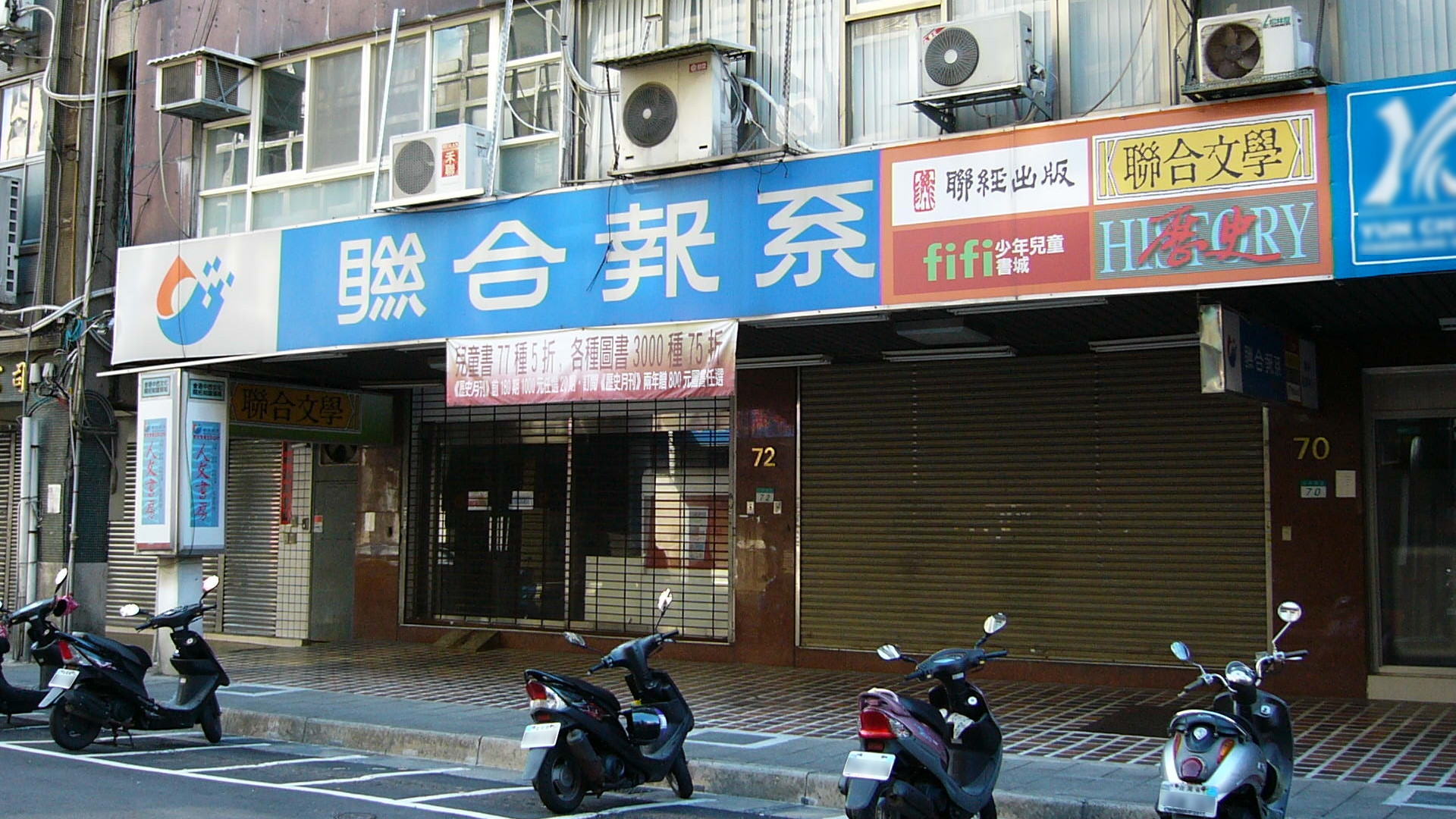
原歷史智庫出版公司總部

## 歷史
《歷史月刊》前身為《聯合月刊》，創刊於1981年8月，至1988年1月共計發行78期。1988年2月起，改名為《歷史月刊》，卷期另起。

## 管理層

### 社長
- 劉潔(1988年2月)[4]
- 東年兼總編輯[5]

### 總編輯
- 關紹箕(1988年2月)[4]
- 林載爵[6]
- 東年兼社長

## 榮譽
《歷史月刊》曾獲得如下獎項：
- 1989年金鼎獎（第十四屆）：雜誌美術設計獎、雜誌編輯獎、推薦優良出版品
- 1990年金鼎獎（第十五屆）：人文社會類雜誌出版獎
- 1994年金鼎獎（第十九屆）：推薦優良雜誌
- 1995年金鼎獎（第二十屆）：人文及社會類雜誌出版獎
- 1996年金鼎獎（第二十一屆）：推薦優良雜誌
- 1996年教育部獎勵期刊：丙類（增進一般大眾知識之通俗性刊物）
- 1997年金鼎獎（第二十二屆）：雜誌編輯獎、優良雜誌出版推薦
- 1998年金鼎獎（第二十三屆）：優良雜誌出版推薦
- 2000年金鼎獎（第二十四屆）：優良雜誌出版推薦

## 外部連結
- 歷史月刊(歷史智庫出版公司) （页面存档备份，存于）